# آمکی
آمکی (به فرانسوی: Amqui) شهرکی در منطقه شهری لا ماتاپدیا ناحیه با-سن-لوران در استان کبک کانادا است. در سرشماری سال ۲۰۱۱ این شهرک ۶٬۳۲۴ نفر جمعیت داشته‌است و مساحت آن ۱۲۷٫۹ کیلومتر مربع است.